# 真真厦港卤味

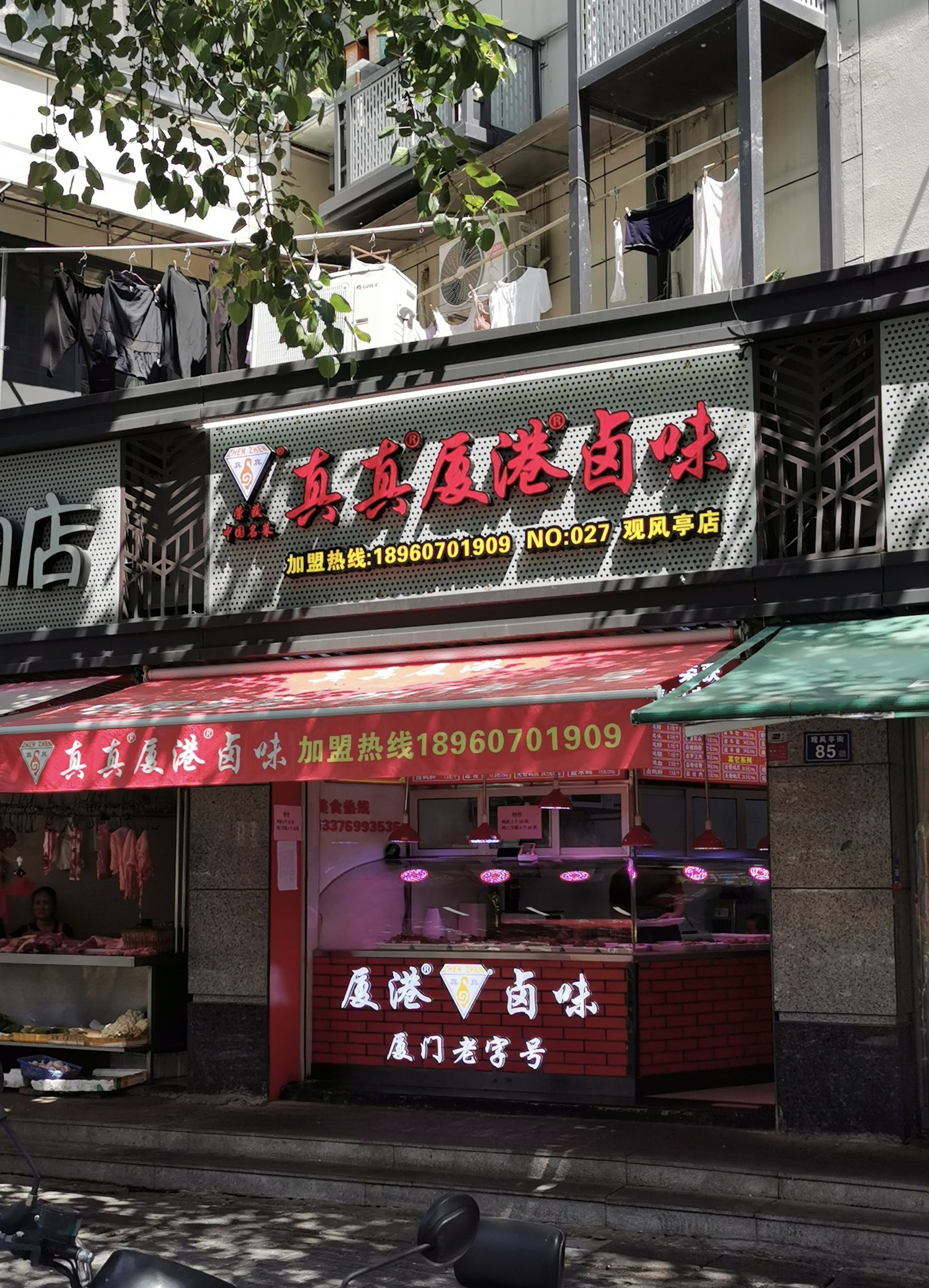
位于福州市观风亭街的真真厦港卤味门店

厦门市真真厦港卤味有限公司，简称真真厦港卤味，是中国的一家连锁食品企业，主营卤制品，总店位于福建省厦门市思明区蜂巢山路20号。

## 历史
1983年，余丽云、张福顺夫妻在厦门市思明区蜂巢山路原18号楼附近的铁皮屋开设“厦门市思明区厦港真香卤味店”，属于个体工商户。创业之初，其便以“用料地道、口味独特”而闻名。1995年，该店改为厦港街道的集体所有制企业。2002年，该店注册为“厦门市真真厦港卤味有限公司”。21世纪后，该公司的连锁加盟店铺不断增加，并连续三年被评为“中国食品安全示范企业”，至今已拥有100多家门店、20多种卤味产品，门店遍及泉州、漳州、龙岩、菲律宾等地。2016年，该公司被中国商报社、厦门市商业联合会、厦门日报社、厦门广电评为第二届“厦门老字号”。2018年，该公司被中国商报社、厦门市商业联合会评为“改革开放四十周年厦门主力品牌”。2019年6月，在地方性法规《厦门老字号保护发展办法》推行后，该公司被厦门市商务局认定为“厦门老字号”

## 产品

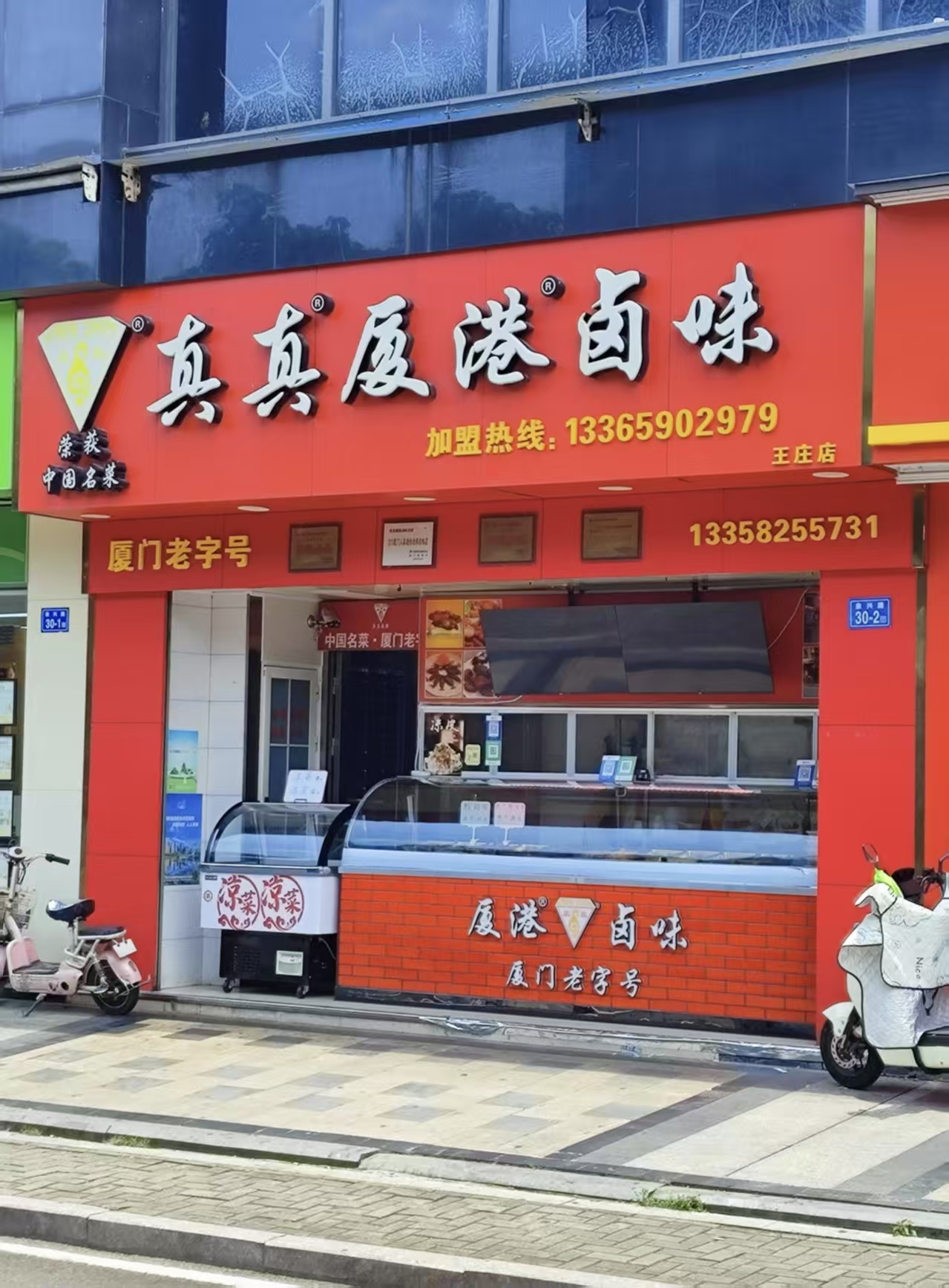
位于福州市象兴路的真真厦港卤味门店，采用标志性的红底装横

卤鸭被广泛认为是真真厦港卤味最具代表性的产品。公司在创业初期便凭借卤鸭吸引了一批消费者，在当地有了一定知名度，店铺售卖的卤鸭还出现过供不应求的情况。2004年，“厦港卤鸭”先后被福建省烹饪协会（7月）和中国烹饪协会（10月）评为“福建名菜”与“中国名菜”。卤鸭的原料选用了闽南地区的番鴨与混合中药材、香料的卤料，味道被描述为“没有中药味”、“鲜嫩香甜”、“咸中带甜”等。
除卤鸭外，卤鸡翅、卤鸡爪被认为是该公司销量较好的产品；卤猪蹄、卤大肠、卤蛋、卤豆腐、卤猪耳亦被认为是该公司的招牌产品；而该公司的产品还有卤猪舌、醋排骨、鸡软骨等。